# Jevgenij Onjegin
Jevgenij Onjegin (rusko Евгений Онегин) je Puškinova poetična povest, ki jo sam podnaslovil z izrazom roman v verzih. Je eno od klasičnih del ruske književnosti, ki je v enem delu izšlo leta 1833, pred tem pa med letoma 1825 in 1832 v nadaljevanjih. Pesnitev je v slovenščino prevedena v več variantah: vsak po svoje so jo prevedli Ivan Prijatelj, Mile Klopčič in Rado Bordon.

## Vsebina
Jevgenij Onjegin je bogat plemič, z burnim življenjem v Petrogradu, ki ga prenasiti in poloti se ga tedanja bolezen mladih ljudi: naveličanost življenja. Na svojem posestvu spozna dve sestri: mlajšo Olgo ljubi njegov prijatelj Lenski, Jevgenij začne iz dolgočasja dvoriti starejši Tatjani. Tatjana Onjegina resnično vzljubi in svoja čustva mu izpove v pismu. Onjeginu je to zoprno, približa se Olgi in s tem užali Lenskega. Sledi dvoboj, v katerem Lenskega pokonča. Slednjič spozna, da v resnici tudi on ljubi Tatjano, a ta se je medtem že poročila z drugim in ne prelomi zvestobe možu, čeprav Onjegina ne more pozabiti. Onjeginu ni več obstanka, zato razočaran blodi po svetu.

## Sorodna dela
Leta 1879 je Čajkovski po tej književni predlogi napisal opero Jevgenij Onjegin.
Leta 1999 je britanska režiserka Martha Fiennes po Puškinovem delu posnela film Onjegin.